# John le Despenser
John le Despenser (vers 1317 – avant le 10 juin 1366) est un noble et militaire anglais du XIVe siècle.

## Biographie
Né vers 1317, John le Despenser est le sixième enfant d'Hugues le Despenser, 1er baron le Despenser, et d'Éléonore de Clare, 6e dame de Glamorgan et nièce du roi Édouard II d'Angleterre. Il se trouve ainsi être un arrière-petit-fils du roi Édouard Ier. Au fil des années suivantes, le père de John le Despenser devient progressivement le favori d'Édouard II et dispose d'une immense influence à la cour, qui le fait pourtant entrer en conflit avec Isabelle de France, l'épouse d'Édouard, et le reste du baronnage anglais. Le jeune John bénéficie lui-même des faveurs de son grand-oncle : le 22 novembre 1324, Édouard II lui fait acheter une selle.
Le 24 novembre 1326, quelques jours après l'arrestation d'Édouard II par les soldats d'Isabelle, Hugues le Despenser est exécuté pour haute trahison sur ordre de la reine, tandis qu'Éléonore de Clare est enfermée à la Tour de Londres. Leurs filles Jeanne, Éléonore et Margaret sont cloîtrées le 1er janvier 1327, tandis que leur fils aîné Hugues est incarcéré après avoir de peu échappé à l'exécution. Contrairement à son frère, John le Despenser ne constitue pas une menace sérieuse à l'autorité d'Isabelle, sans doute en raison de son jeune âge. On suppose qu'il est toutefois emprisonné à la Tour de Londres avec sa mère et ses frères Édouard et Gilbert jusqu'à leur libération en février 1328. John demeure apparemment auprès de sa mère au cours des années suivantes.
La famille le Despenser rentre en grâce auprès du roi Édouard III à partir d'octobre 1330 : Éléonore de Clare est restaurée dans ses possessions, tandis que son fils Hugues est libéré. Quant à John le Despenser, il reçoit du roi un revenu annuel de 20 livres et de son frère Hugues quelques terres situées dans le Lincolnshire. Il participe avec ses frères Hugues et Gilbert aux opérations d'Édouard III en France au cours de la guerre de Cent Ans et est sans doute adoubé peu avant la bataille de Crécy le 26 août 1346. Le reste de sa vie demeure totalement obscur et on ignore s'il s'est marié ou a eu des enfants. Selon la chronique de John de Reading, John le Despenser est assassiné à Londres aux alentours du 11 juin 1366. Si les causes de sa mort demeurent inconnues, la date de son trépas est en revanche corroborée par un ordre d'Édouard III daté du 10 juin 1366, qui ordonne la saisie des biens de John situés dans le Hampshire en raison de sa mort récente.